# Єронім Печерський
Єронім Печерський — преподобний самітник Києво-Печерський XII століття.
Його мощі спочивають в Антонієвій печері. Пам'ять 21 вересня.